# بنسویل (مریلند)
بنسویل (به انگلیسی: Bennsville) شهری در ایالت مریلند کشور ایالات متحده آمریکا است که جمعیت آن در سرشماری سال ۲۰۱۰ میلادی، ۱۱٬۹۲۳ نفر بوده‌است.